# 송양중학교
송양중학교(松陽中學校)는 대한민국 경기도 의정부시 낙양동에 있는 공립 중학교이다.

## 학교 연혁
- 2014년 1월 13일 : 경기도립학교 설치 조례에 따라 송양중학교 설립(36학급 인가)
- 2014년 3월 1일 : 송양중학교 개교
- 2014년 3월 1일 : 초대 윤여환 교장 취임
- 2014년 3월 3일 : 제1회 입학식 (4학급 72명)
- 2015년 2월 13일 : 제1회 졸업(14명)
- 2023년 9월 1일 : 제5대 조순형 교장 취임
- 2024년 1월 8일 : 제10회 졸업식 (10학급 302명)
- 2024년 3월 4일 : 제11회 입학식 (10학급 290명)

## 참고 자료
- 송양중학교 - 한국교육학술정보원 학교알리미